# Robertgurneya arabica
Robertgurneya arabica är en kräftdjursart som först beskrevs av Noodt.  Robertgurneya arabica ingår i släktet Robertgurneya och familjen Diosaccidae. Inga underarter finns listade i Catalogue of Life.